# Ининское сельское поселение
Ининское се́льское поселе́ние — муниципальное образование в Онгудайском муниципальном районе Республики Алтай Российской Федерации.
Административный центр — село Иня.

## История
Статус и границы сельского поселения установлены Законом Республики Алтай от 13 января 2005 года № 10-РЗ «Об образовании муниципальных образований, наделении соответствующим статусом и установлении их границ».

## Население
| 2010  | 2011  | 2012  | 2013  | 2014  | 2015  | 2016  | 2017  | 2018  |
| ----- | ----- | ----- | ----- | ----- | ----- | ----- | ----- | ----- |
| 1719  | ↘1714 | ↘1654 | ↘1645 | ↘1640 | ↘1613 | ↘1593 | ↗1597 | ↘1594 |
| 2019  | 2020  | 2021  |       |       |       |       |       |       |
| ↘1576 | ↘1556 | ↘1443 |       |       |       |       |       |       |

## Состав сельского поселения
| № | Населённый пункт | Тип населённого пункта       | Население |
| - | ---------------- | ---------------------------- | --------- |
| 1 | Иня              | село, административный центр | ↗730      |
| 2 | Иодро            | село                         | ↘268      |
| 3 | Малый Яломан     | село                         | ↗219      |
| 4 | Малая Иня        | село                         | ↘181      |
| 5 | Инегень          | село                         | ↘176      |
| 6 | Акбом            | село                         | ↘19       |
| 7 | Чуйозы           | село                         | 0         |

В 2010 образован и в 2013 официально получил название новый населённый пункт — село Чуйозы.